# 코르그
주식회사 코르그(일본어: 株式会社コルグ, KORG Inc.)는 신시사이저나 디지털 피아노 등 전자 악기를 제조, 판매하고 있는 제조업체. 앰프 메이커 VOX나 Line 6의 일본 내의 정규 수입 대리점이기도 하다. 본사 소재지는 도쿄도 이나기시 야노쿠치 4015-2(게이오요미우리랜드역 앞). 현재는 야마하의 계열사이다.

## 내력
창업 당시의 회사명은 게이오 기술 연구소이며, 이 명칭은 돈카마틱(Donca Matic)을 제작한 창업자 쓰토무 가토(加藤孟)의 「K」와 아코디언 연주자 오사나이 다다시(長内端)의「O」로부터 붙여져, 거기에 본사가 게이오 연선(沿線)에 있던 것에서「게이오」의 글자가 적용된 것이다. KORG라고 하는 명칭은「KO가 만든 Orgue(프랑스어로 오르간)」에서 채택된 신조어이다. 이것은 1972년에 발매된 오르간 (『Korgue』, 통칭 데카 KORG) 상품명이기도 했지만, "ue"부분을 어떻게 시작해야 좋을지 이해하기 어렵다는 의견이 있어, 이 이후 제품에는 "ue"부분을 없앤 《KORG》라는 명칭이 브랜드명으로서 사용하게 되었다.